# 小山静子
小山 静子（こやま しずこ、1953年 - ）は、日本の教育学・女性史学者、京都大学教授。専門は日本教育史・ジェンダー史。
熊本市生まれ。京都大学文学部に入学したが、3回生の時に教育学部に転学部した。1976年京都大学教育学部卒。1982年、同大学院教育学研究科博士課程退学。1993年、「良妻賢母思想の成立と展開」で教育学博士。1990年、立命館大学助教授、のち1996年に教授。2000年、京都大学大学院人間・環境学研究科助教授、のち2004年に教授。

## 著書
- 『良妻賢母という規範』勁草書房、1991
  - ステファン・フィラーによる英訳版『Ryosai kenbo:the educational ideal of "good wife, wise mother" in modern Japan』がブリル社より2013年に出版された。
- 『家庭の生成と女性の国民化』勁草書房、1999
- 『子どもたちの近代 学校教育と家庭教育』吉川弘文館、2002 歴史文化ライブラリー
- 『戦後教育のジェンダー秩序』勁草書房、2009

## 共編著
- 『戦後公教育の成立 京都における中等教育』菅井凰展、山口和宏共編 世織書房、2005
- 『「育つ・学ぶ」の社会史 「自叙伝」から』太田素子共編 山本敏子、石岡学、前川直哉共著 藤原書店 2008
- 小山静子、赤枝香奈子、今田絵里香 編『セクシュアリティの戦後史』京都大学学術出版会、2014年7月。ISBN 978-4876983926。